# Уме (город)
Уме́ (фр. Oumé) — город в центральной части Кот-д’Ивуара, на территории области Фромаже.

## Географическое положение
Абсолютная высота — 153 метра над уровнем моря. В районе города имеются плантации кофе и какао.

## Население
По данным на 2013 год численность населения составляет 58 990 человек.
Динамика численности населения города по годам:
| 1975   | 1988   | 2013   |
| ------ | ------ | ------ |
| 14 032 | 29 521 | 58 990 |

## Известные уроженцы
- Бонавантюр Калу — ивуарийский футболист
- Саломон Калу — ивуарийский футболист